# Attila Vadkerti
Attila Vadkerti (ur. 22 lutego 1982 w Segedynie) – węgierski piłkarz ręczny, występujący na pozycji lewoskrzydłowego. Jego atrybuty fizyczne to 182 cm i 85 kg. Przez całą karierę związany jest z klubem Pick Szeged, gdzie w 56 występach zdobył 118 goli. Jest rezerwowym lewoskrzydłowym reprezentacji Węgier, rywalizację o miejsce w podstawowym w składzie przegrywa z Gergő Iváncsikiem. Wraz z drużyną narodową w której wystąpił 12 razy i zdobył 26 bramek uczestniczył w MŚ 2007 w Niemczech.